# Východočeské listy historické
Východočeské listy historické byly odborné recenzované neimpaktované periodikum v oboru historie, vydávané Filozofickou fakultou Univerzity Hradec Králové. Časopis byl založen v roce 1996, od roku 2014 vycházel dvakrát ročně. Z původního regionálně pojatého periodika vytvořila redakční rada postupně historický časopis s orientací na širší dějinný prostor. Název Východočeské listy historické tak označoval především místo vydávání periodika, a nikoliv jeho tematické zaměření, které mělo často celočeský záběr. V dílčích studiích se objevovala i profilace se středoevropským rozsahem, v níž byla zdůrazněna zejména oblast česko-slovenská a česko-polská. Časopis byl indexován v mezinárodní databázi ERIH Plus.
Časopis pod původním názvem zanikl po vydání č. 46 v roce 2022, navázal však na něj odborný časopis Historia Aperta číslem 47 z roku 2022.

## Redakční rada a redakce
Nejvyšším kolektivním orgánem časopisu byla mezinárodní redakční rada, která sestávala z významných českých, slovenských a polských historiků, kterými byli např. Ondřej Felcman (předseda redakční rady), Petr Čornej, Milena Lenderová, Jiří Kubeš, či Tomáš Hradecký (vedoucí redaktor), ze zahraničních členů Ryszard Gładkiewicz, Zenon Jasiński, Hans Renner a Martin Pekár.
Redakční práce, spojené s vydáváním časopisu, zajišťoval (k roku 2022) Redakční kruh VLH ve složení:
- Předseda redakční rady: Ondřej Felcman
- Vedoucí redaktor: Tomáš Hradecký
- Členové redakčního kruhu: Vlastimil Havlík, Jiří Štěpán, Martin Šandera, Ryszard Gładkiewicz.

## Struktura periodika
Každé číslo časopisu bylo rozděleno do následujících sekcí:
- Studie – odborné recenzované historické texty vědecké povahy.
- Zprávy – informující o událostech v historické obci v ČR i zahraničí (konference, setkání, vědecké grantové projekty…).
- Recenze – odborné recenze historických publikací.
- Materiálové statě – texty kratší povahy, založené především na historickém výzkumu konkrétní pramenné základny a jejího odborného uchopení (nepravidelný oddíl).

## Tematická čísla
Východočeské listy historické publikovaly nepravidelně tematické svazky, zaměřené na aktuální témata historického výzkumu, např.: 
- č. 27/2010 – Vysoké školství po roce 1945
- č. 32/2014 – Dějiny venkova v českých zemích v 18.–20. století